# Клајд (Мисури)
Клајд (енгл. Clyde) град је у америчкој савезној држави Мисури.

## Демографија
По попису из 2010. године број становника је 82, што је 8 (10,8%) становника више него 2000. године.
| Група             | 2000.      | 2010.       |
| Белци             | 73 (98,6%) | 82 (100,0%) |
| Афроамериканци    | 0 (0,0%)   | 0 (0,0%)    |
| Азијати           | 0 (0,0%)   | 0 (0,0%)    |
| Хиспаноамериканци | 0 (0,0%)   | 0 (0,0%)    |
| Укупно            | 74         | 82          |